# Odet-Palace
L'Odet-Palace est une ancienne salle de spectacle, puis salle de cinéma, rue Sainte Catherine, à Quimper, dans le département du Finistère, en France. Elle est inaugurée le 15 décembre 1922, et démolie en 1987.

## Historique
Louis Le Bourhis, propriétaire du Grand Café de Bretagne, acquiert en 1922 un terrain le long de l'Odet, face aux remparts. Il viabilise le terrain en faisant démolir un urinoir public et le Café de Venise. 
L'Odet-Palace, créé par l'architecte Tassin est équipé d'une salle de spectacle de 1 000 places, dotée d'un cinéma. 
L'inauguration à lieu avec la diffusion du film The Kid, le 15 décembre 1922. Louis Le Bourhis y associe une fête bretonne, qui préfigure le Festival de Cornouaille.
En 1924, le drapeau Gwenn ha Du est hissé sur la terrasse de l'Odet-Palace, une de ses premières apparitions.
Le cinéma parlant est introduit en 1932. 
En 1940, lors de l'invasion de la France par les troupes allemandes, l'Odet-Palace est envisagé pour accueillir la Chambre des députés dans le projet de Réduit breton.  
La période d'après-guerre voit la mise en place d'un système de réservation pour faire face à l'affluence.
L'Odet-Palace diffuse son dernier film en 1986, avec Trois Hommes et un couffin, puis est démoli en 1987 pour laisser place au cinéma Les Arcades et à l'immeuble immeuble Liot-Ker Odet.